# Motril (Gerichtsbezirk)
Der Gerichtsbezirk Motril ist einer der neun Gerichtsbezirke in der Provinz Granada.
Der Bezirk umfasst 14 Gemeinden auf einer Fläche von 608,33 km² mit dem Hauptquartier in Motril.

## Gemeinden
| Gemeinde              | Einwohner (2024) | Fläche km² | Dichte Einw./km² | Cod INE | Postleitzahl               |
| --------------------- | ---------------- | ---------- | ---------------- | ------- | -------------------------- |
| Albondón              | 712              | 34,48      | 21               | 18004   | 18708                      |
| Albuñol               | 7.357            | 62,94      | 117              | 18006   | 18620                      |
| Los Guajares          | 1.125            | 89,32      | 13               | 18906   | 18615                      |
| Gualchos              | 5.309            | 31,03      | 171              | 18093   | 18614, 18740               |
| Itrabo                | 956              | 19,01      | 50               | 18103   | 18612                      |
| Lújar                 | 487              | 36,88      | 13               | 18124   | 18614                      |
| Molvízar              | 2.730            | 21,47      | 127              | 18133   | 18611                      |
| Motril                | 59.632           | 103,31     | 577              | 18140   | 18600, 18613, 18614, 18730 |
| Polopos               | 1.671            | 26,58      | 63               | 18162   | 18710, 18750               |
| Rubite                | 426              | 28,55      | 15               | 18170   | 18711                      |
| Salobreña             | 12.660           | 34,91      | 363              | 18173   | 18610, 18680               |
| Sorvilán              | 511              | 34,33      | 15               | 18177   | 18710, 18713, 18750        |
| Torrenueva Costa      | 3.098            | 6,41       | 483              | 18916   | 18720                      |
| Vélez de Benaudalla   | 3.054            | 79,11      | 39               | 18184   | 18490                      |
| Gerichtsbezirk Motril | 99.728           | 608,33     | 164              | –       | –                          |